# 观音桥镇 (邻水县)
观音桥镇，是中華人民共和國四川省鄰水縣下辖的一个乡镇级行政单位。2019年12月，撤销冷家乡，将所属行政区域划归观音桥镇管辖。

## 行政区划
观音桥镇下辖以下地区：
興華社區、天寶村、王家壩村、七一村、高房村、沙灘橋村、白羊寺村、大安村、二洞橋村、快樂村、香爐村、擂鼓坪村、六合寨村、倒朝門村、三板橋村、火箭村。